# Phapitreron amethystinus
La tortora bruna ametista o tortora frugivora ametistina (Phapitreron amethystinus Bonaparte, 1855) è un uccello della famiglia dei Columbidi diffuso nelle Filippine.

## Tassonomia
Comprende le seguenti sottospecie:
- P. a. amethystinus Bonaparte, 1855 - Filippine settentrionali, orientali e sud-orientali;
- P. a. imeldae De la Paz, 1976 - Marinduque (Filippine centro-settentrionali);
- P. a. maculipectus (Bourns e Worcester, 1894) - Negros (Filippine centro-orientali);
- P. a. frontalis † (Bourns e Worcester, 1894) - Cebu (Filippine centrali).